# 剣持光
剣持 光（けんもち ひかる、1977年2月5日 -  ）は、ものまね芸人、作家、昭和サブカルチャー研究家、昭和歌謡歌手。
独自の出版事業所であるケンケンクリエイトが窓口。かつてはジンセイプロに所属していた。旧芸名：剣持 洸、剣持 光（いずれも「けんもちあきら」と呼んだ）。ニックネームはケンケン。

## 来歴
長崎県佐世保市出身。長崎県立川棚高等学校普通科卒業。日本映画学校（現・日本映画大学）映像科脚本ゼミ卒業。
専門学校卒業後は営業マン、雑誌編集、映像制作などの仕事をしていたが、30代に一度郷里に移り住み、自主映画を製作。
36歳の時、地元ケーブルテレビの営業担当からイベントの司会を依頼され、そのついでにものまねを披露したところ、それが好評だった。その後、ジンセイプロと契約し、再度上京。
以後、子門真人、ささきいさお、ヒデ夕樹といったアニメソング歌手の歌まねや、山田康雄のルパン三世、永井一郎の磯野波平、小池朝雄の刑事コロンボの声帯模写など、主に昭和をキーワードとしたレパートリーを披露するようになる。
2017年にジンセイプロを退所。現在は出版事業所・ケンケンクリエイトを窓口としている。

### ヒデ夕樹との関係性
剣持はアニメソング歌手・ヒデ夕樹とは直接の面識はないものの、日本で唯一のヒデ夕樹の評伝著者となった。
2018年にヒデに関するイベントを開催しようと思いつき、遺族や関係者への取材をスタートさせた。ところが、2019年のイベントでファンの圧倒的な熱気を感じたことにより、ヒデの評伝を記す決意を固める。
つながりのあった出版社に企画を持ち込むも、編集担当者からは売れないと判断され、原稿を突き返された。そこで2021年、剣持はケンケンクリエイト（会社ではなく屋号）という独自の出版事業所からインディーズ書籍「ヒデ夕樹とテレビまんが主題歌の黄金期」を出版した。
この書籍は出版取次を通さないため、全国の書店には配本されておらず、発売当初はインターネットのみでの受注販売だった。その後、ディスクユニオンの店頭にも置かれるようになった。

## 出演

### テレビ番組
- よル〜じげ トゥギャザーしようぜ!!（長崎国際テレビ）（2021年3月 - 4月）（ナレーション）

### ラジオ番組
- ハッピー・ラジオ・パーク（FMさせぼ）（2021年4月から不定期出演）
- アニソン・アカデミー（NHK-FM）（2021年12月18日放送）
- ミラクル・サイクル・ライフ（TBSラジオ）（2025年4月20日・4月27日放送）（ゲスト）

### 音声配信番組
- 20世紀タイムトラベラー（2021年12月から）

### CM
- 逗子食品「プロテインヌードル」（WebCM）（CMソング、プロテインメンの声）（2022年3月から）

## 著書
- ガラ☆クタ（ケンケンクリエイト）（2020年11月28日発売）（挿絵のキャラクターデザインも担当）
- ヒデ夕樹とテレビまんが主題歌の黄金期（ケンケンクリエイト）（2021年7月25日発売）